# Wilhelm Gerhard Walpers
Wilhelm Gerhard Walpers  ( Mühlhausen,  1816  -  Berlim,  1853) foi um botânico alemão.